# نظام‌العلمای تبریزی
رفیع‌الدین بن میرزا علی اصغر طباطبائی تبریزی مشهور به نظام‌العلمای تبریزی (١٢١٠-١٢٨٧) نویسنده، ادیب، معلم ناصرالدین میرزا ولیعهد و از علمای شیخیه آذربایجان بود.
او در مجلسی که در سال ١٢٢۵ ه.خ برای محاکمه سید علی‌محمد باب در تبریز برگزار شد شرکت داشت و بعدها صورت محاکمات این مجلس را در رساله‌ای مرتب و منتشر کرد.

## نسب
وی از نوادگان عبدالوهاب تبریزی که نسب وی هم به حسن مثنی ابن حسن مجتبی می‌رسد.

## زندگی
نظام‌العلمای تبریزی به سال ١٢١٠ در تبریز متولد شد. پدرش میرزا علی‌اصغر مستوفی از علمای تبریز بود. او سه برادر با نام‌های اسدالله،محمود و فضل‌الله داشت که همه دارای مناصب نظامی و سیاسی بودند.
نظام‌العلمای با دختر امین‌الوزاره تبریزی ازدواج کرد.
او در سال ١٢٨٧ در سن ٧٧ سالگی در نزدیکی تبریز درگذشت و در مقبره خانوادگیش در قم به خاک سپردند. 

## آثار
آداب‌الملوک، اسرارالشهادة، انیس الادباء و سمیرالسعداء، تحفةالامثال، التحقیقات العلویه، دستور حکمت، دیوان رضویه، مجالس نظامیه، مجمع‌الفضائل، مصابیح‌الانوار، مقالات نظامیه

## فرزندان
نام ١٠ فرزند نظام‌العلمای تبریزی به ترتیب سن:
- ‌‌ سیده معصومه دیبا ملقب به عظمت الدوله
- سید نصرالله دیبا ملقب به ناصرالسلطنه
- سید اسماعیل دیبا ملقب به اعزاز السلطنه
- سیده حمیده دیبا
- سید فتح‌الله دیبا ملقب به سعیدالسلطنه
- سید عبدالعلی دیبا  ملقب به سیدالمحققین
- سید ابوالفضل دیبا ملقب به دبیرالسلطنه
- سید مهدی‌ دیبا ملقب به شجاع‌الدوله پدربزرگ فرح پهلوی
- سید عبدالله دیبا ملقب به سالار ارفع
- سیده راضیه دیبا ملقب به رفعت السلطنه